# Sturmgeschütz-Brigade 322
De Sturmgeschütz-Abteilung 322 / Sturmgeschütz-Brigade 322 / Heeres-Sturmgeschütz-Brigade 322 was tijdens de Tweede Wereldoorlog een Duitse Sturmgeschütz-eenheid van de Wehrmacht ter grootte van een afdeling, uitgerust met gemechaniseerd geschut. Deze eenheid was een zogenaamde Heerestruppe, d.w.z. niet direct toegewezen aan een divisie, maar ressorterend onder een hoger commando, zoals een legerkorps of leger.
Deze Sturmgeschütz-eenheid kwam in actie in de centrale sector van het oostfront gedurende zijn hele bestaan en werd eind januari 1945 ontbonden.

## Krijgsgeschiedenis

### Sturmgeschütz-Abteilung 322
Sturmgeschütz-Abteilung 322 werd opgericht in Burg op 13 november 1943. Een kader werd gevormd door de 3e Batterij van Sturmgeschütz-Abteilung 184. Daarna werd de Abteilung naar Tours, gebracht voor training.
Op 14 februari 1944 werd de Abteilung omgedoopt in Sturmgeschütz-Brigade 322.

### Sturmgeschütz-Brigade 322
De omdoping in Sturmgeschütz-Brigade betekende echter geen organisatorische verandering, de samenstelling bleef gelijk. Vanaf 9 maart 1944 verplaatste de brigade zich naar Heeresgruppe Süd aan het oostfront. In Lemberg werd de brigade uitgeladen en begaf zich naar Zlowczow. Op 17 maart 1944 had de brigade bij Brody zijn vuurdoop. Daarbij werden delen van de brigade in Brody ingesloten, maar konden op 25 maart weer uitbreken. De gevechten rond Brody durden nog verschillende weken. In mei 1944 verplaatste de brigade zich naar Włodzimierz Wołyński bij het 42e Legerkorps z.b.V, waar plaatselijke acties uitgevochten werden.
Op 10 juni 1944 werd de brigade omgedoopt in Heeres-Sturmgeschütz-Brigade 322.

### Heeres-Sturmgeschütz-Brigade 322
Ook nu betekende de omdoping geen organisatorische verandering, de samenstelling bleef opnieuw gelijk. Bij het begin van het Sovjet zomeroffensief op 12 juli 1944 was de brigade per batterij verdeeld over de 88e, 214e en 291e Infanteriedivisies, maar was daarna niet in staat een Sovjet doorbraak aan de naad met het 13e Legerkorps te verhinderen. In zware gevechten ging het terug naar de Westelijke Boeg en bij Annopol over de Weichsel en daarna verzamelde zich de brigade bij Sandomierz. Vervolgens werd de brigade ingezet aan het Baranówbruggenhoofd. Hier volgden zware gevechten van begin augustus tot begin oktober 1944, daarna werd het rustig. Op 11 januari 1945 ging de brigade naar Kielce, kwam daar de volgende dagen in actie en werd bijna volledig verslagen. Bij de Pilica vormden de resten een egelstelling tot een houten brug over deze rivier gelegd kon worden, waar nog een paar Sturmgeschützen overheen konden komen. Maar op 21 januari moest het laatste Sturmgeschütz vernietigd worden.

### Einde
De Heeres-Sturmgeschütz-Brigade 322 werd op 31 januari 1945 opgeheven in Zuid-Polen. De resten werden gebruikt voor de herbouw van Heeres-Sturmgeschütz-Brigade 210.

## Samenstelling
- Staf
- 1e Batterij
- 2e Batterij
- 3e Batterij

In mei 1944 werd een poging gedaan om van de brigade een Heeres-Sturmartillerie-Brigade te maken. Een 4e Batterij (Grenadier-Begleit- Batterie) en een 5e Batterij (Panzer-Begleit-Batterie met 14x Panzer II) werden opgericht, maar moesten per 12 mei 1944 overgedragen worden aan de Sturmgeschütz-Brigade 236.

## Commandanten
| Rang      | Naam             | Begin            | Eind            |
| --------- | ---------------- | ---------------- | --------------- |
| Hauptmann | Achim Zielke     | 13 november 1943 | 14 juli 1944 †  |
| Hauptmann | Gottfried Tornau | 14 juli 1944     | juli 1944       |
| Major     | Gerhard Behnke   | juli 1944        | oktober 1944    |
| Hauptmann | Heinz Baurmann   | oktober 1944     | 31 januari 1945 |

Hauptmann Zielke werd gedood door granaatsplinters toen hij bij zijn commandopost terugkeerde na een bezoek aan de divisie.